# Merzig-Wadern járás
Merzig-Wadern járás egy járás Saar-vidék tartományban. 

## Története
1792-ig a mai Merzig-Wadern járás területe alapvetően a Trieri Választófejedelemség, a lotaringiai hercegség német nyelvű részé illetve a Dagstuhl uralma része volt.. 1792 után a terület Franciaországhaz  tartozott.
1815-ben a bécsi kongresszus után a mai Merzig-Wadern járás területe porosz adminisztráció alá került.

## Városok és községek
| Városok 1. Merzig 2. Wadern Községek 1. Beckingen 2. Losheim am See 3. Mettlach 4. Perl 5. Weiskirchen Ál-önkormányzat nélküli terület 1. Közösségi német-luxemburgi terület (1,01 km²) |

## Képek

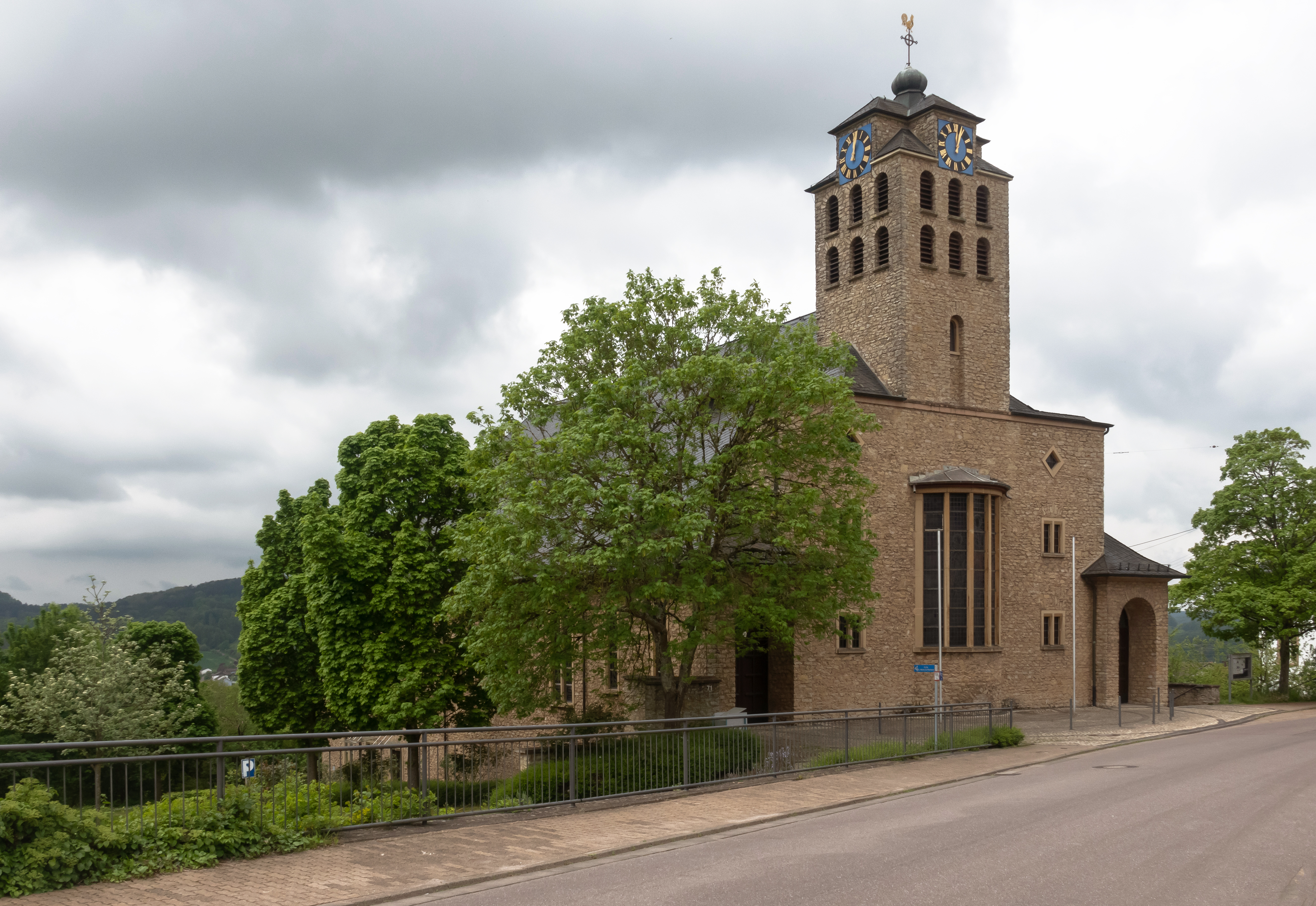
Merzig-Bietzen
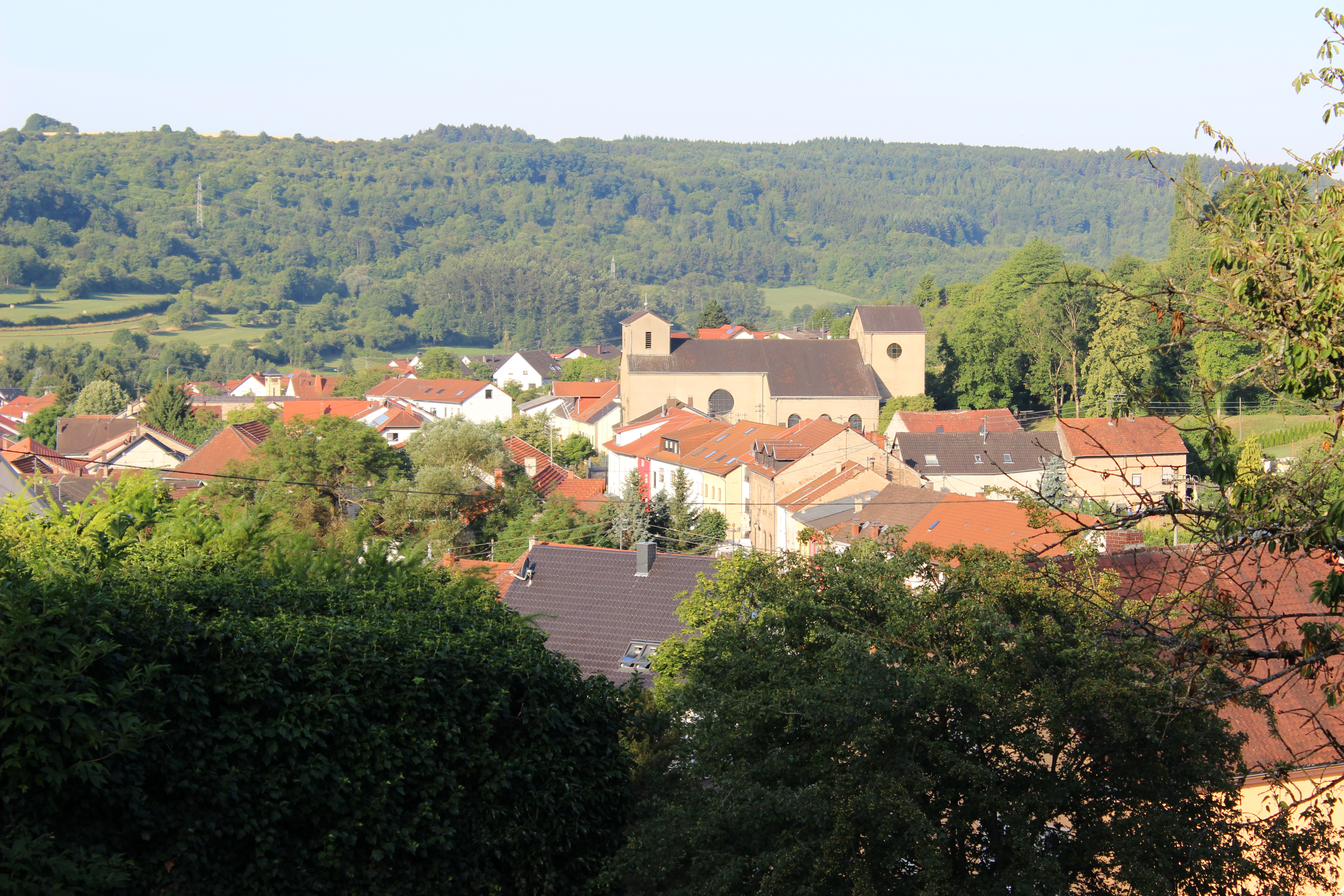
Merzig-Merchingen
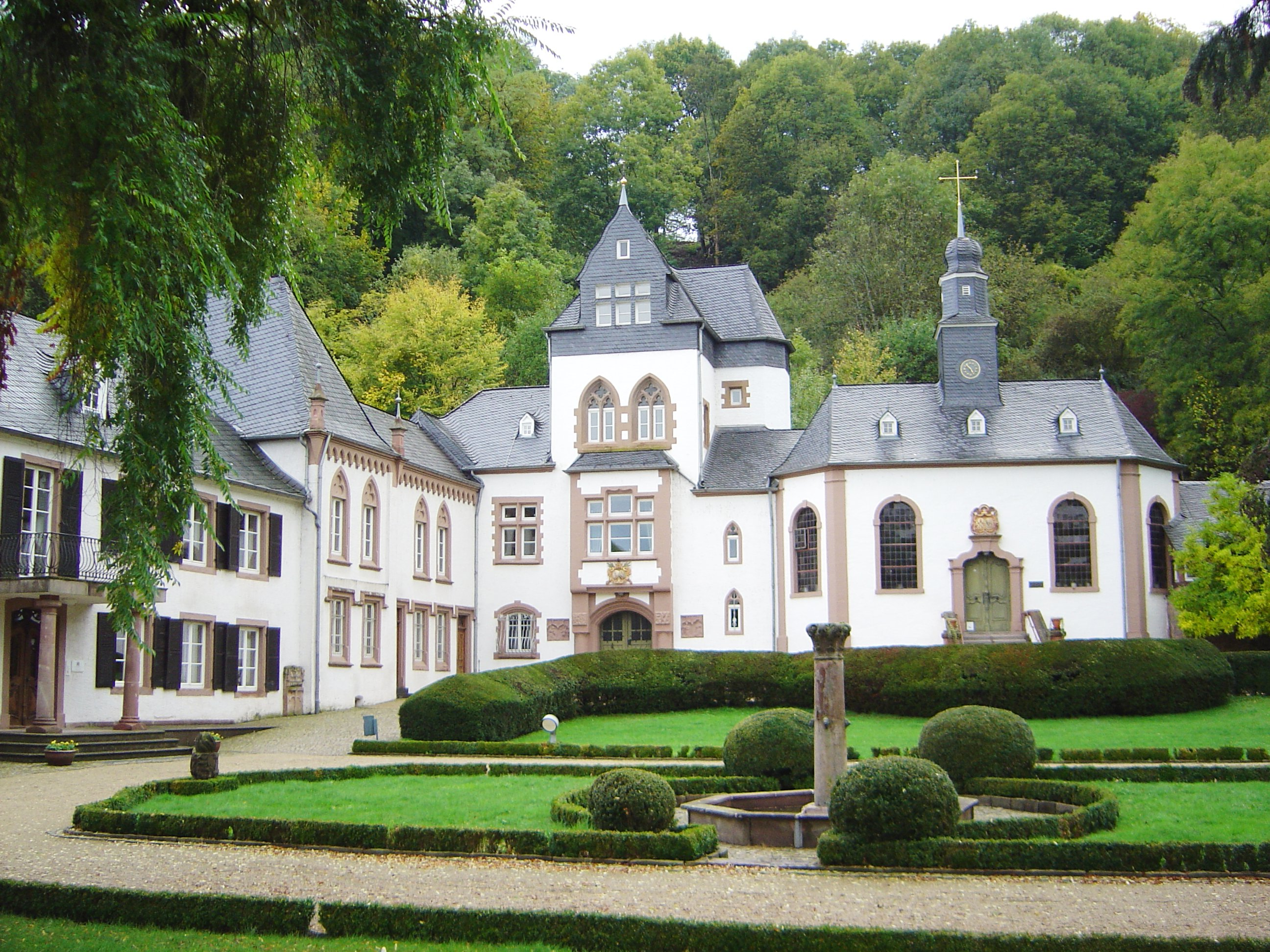
Wadern: a dagstuhli kastély
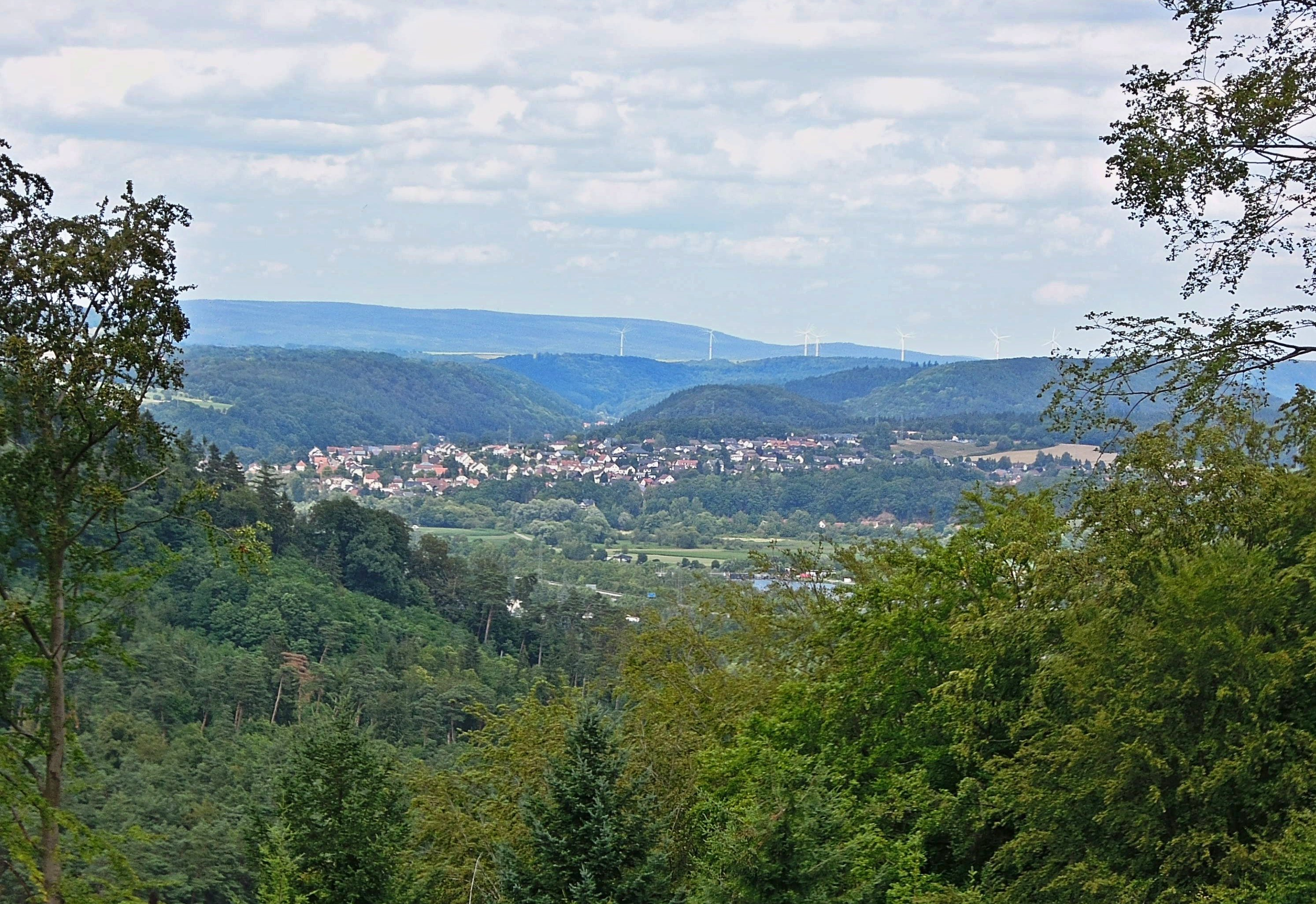
Beckingen
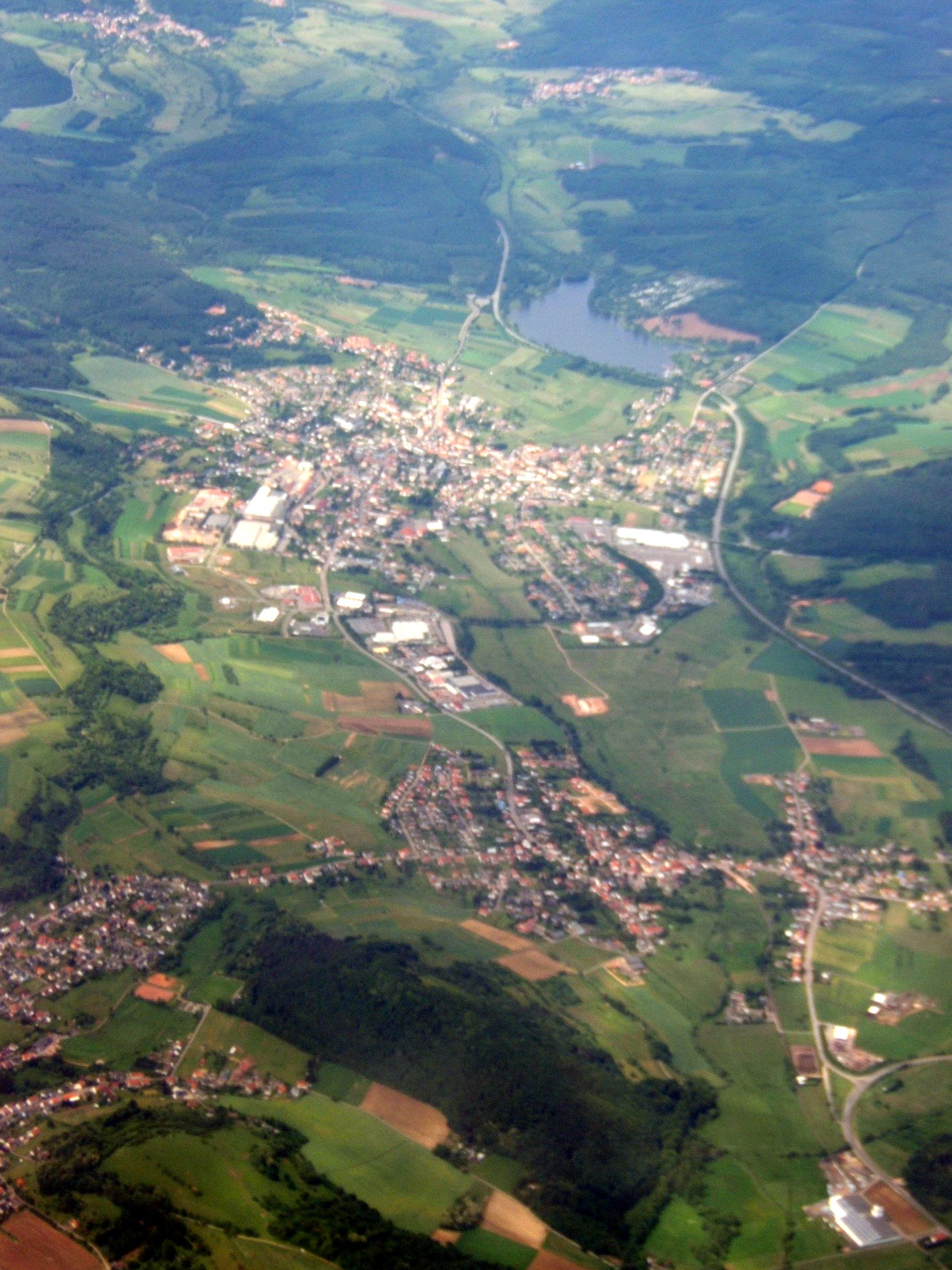
Losheim am See
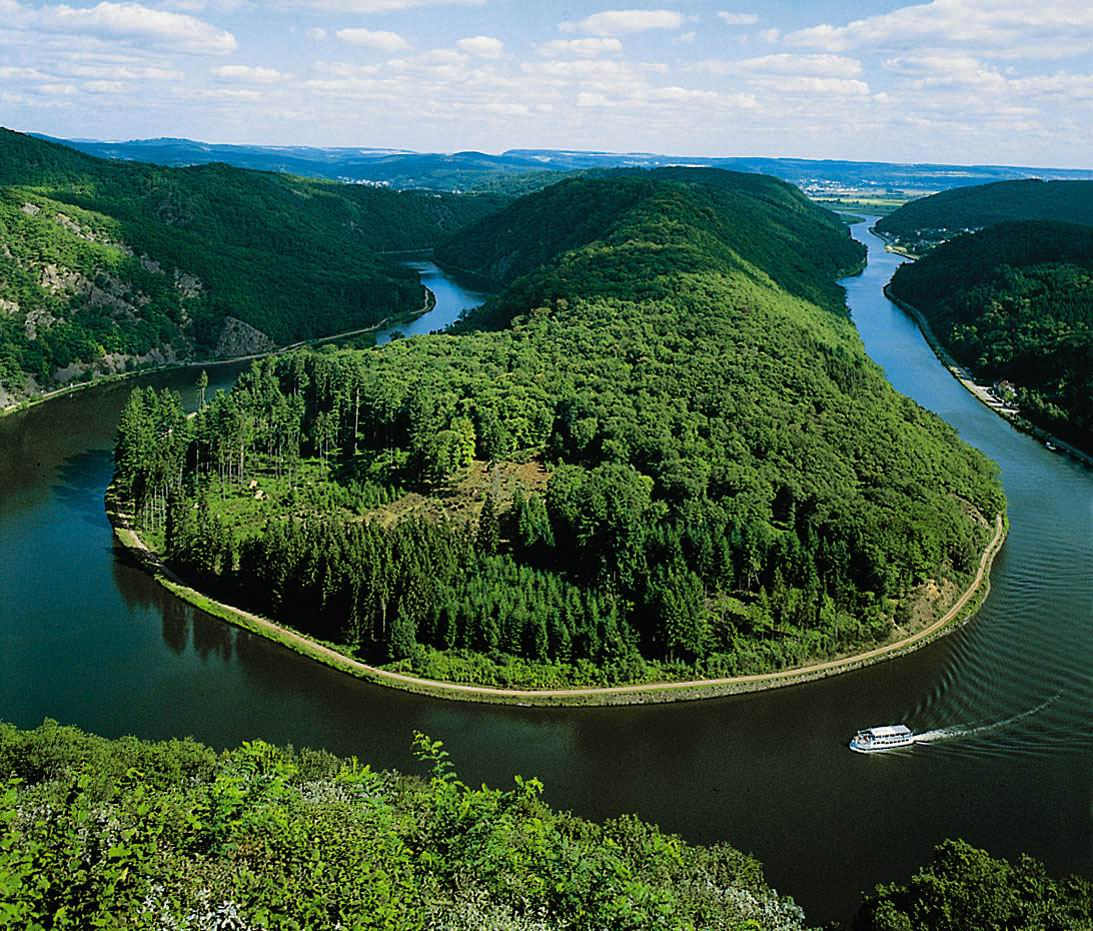
A Saarschleife Mettlach-Orscholzban
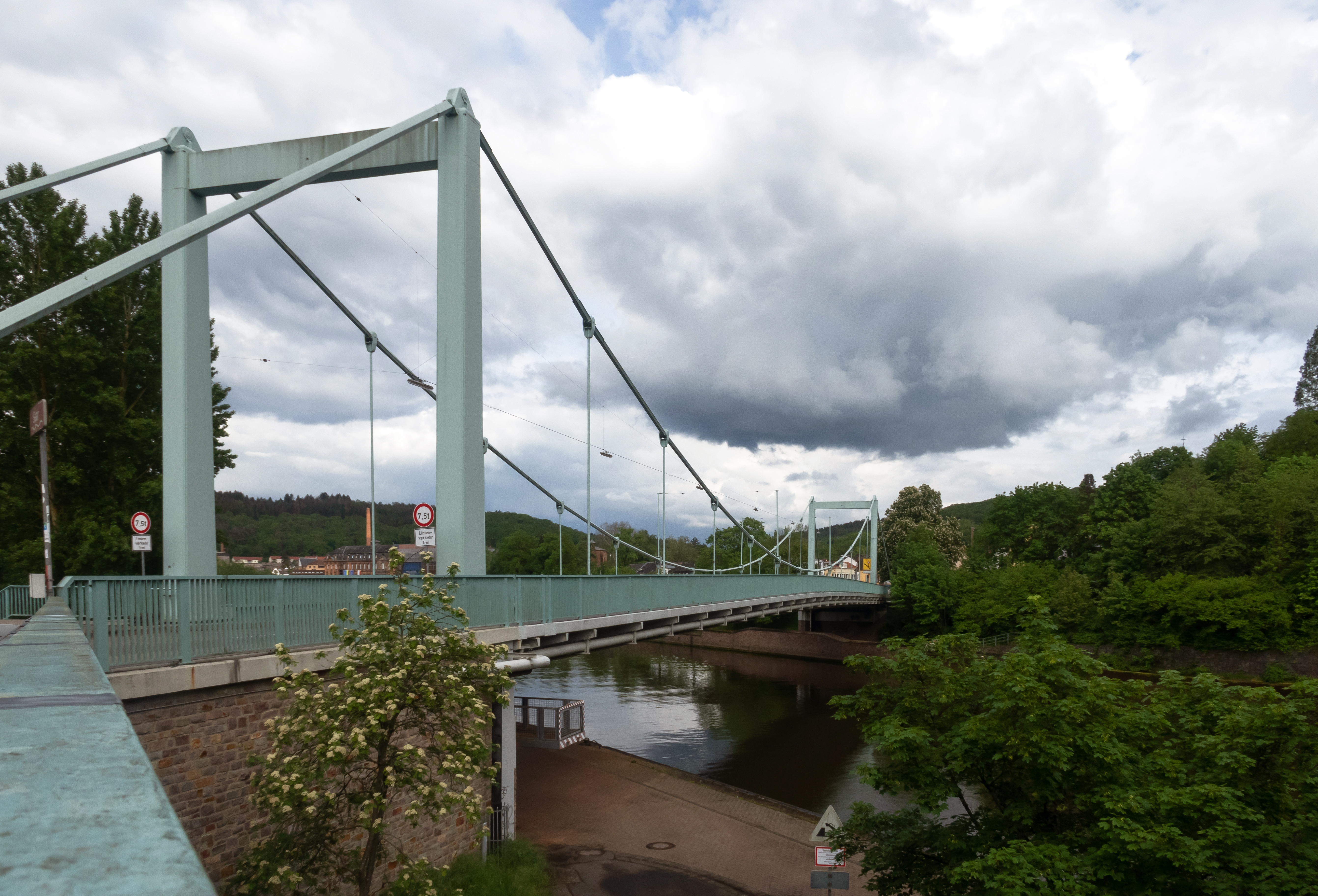
Mettlach:a híd a Saar felett
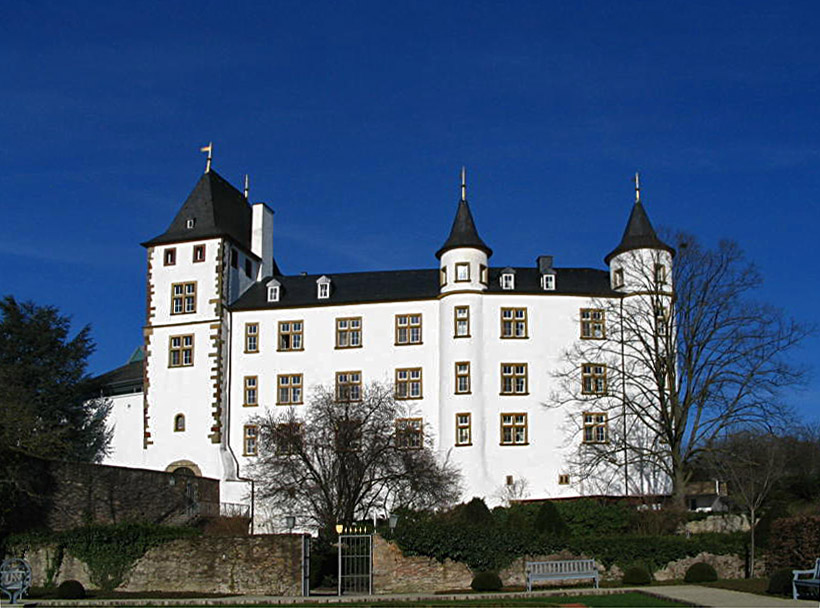
A kastély Perl-Nennigben
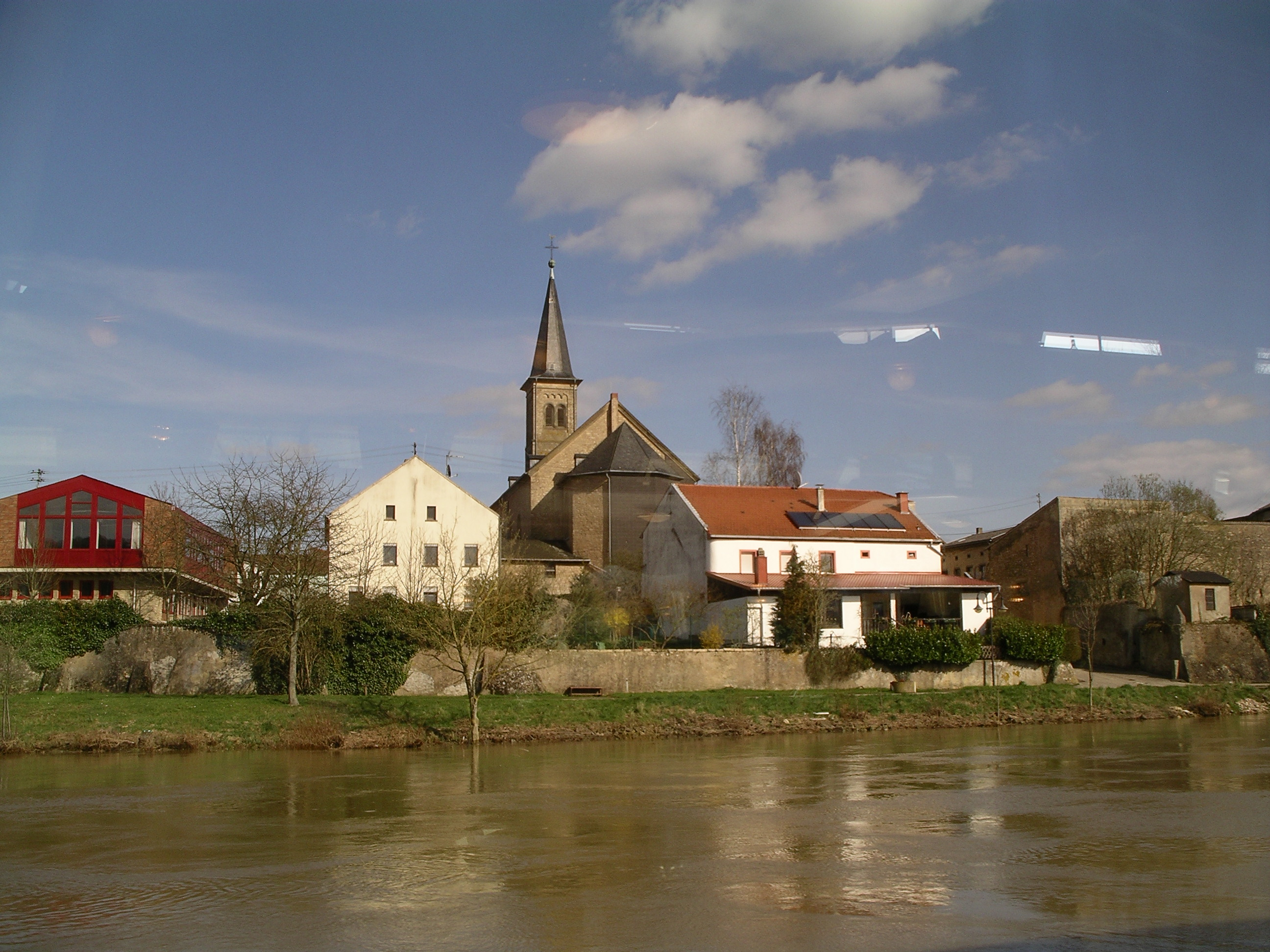
Perl-Besch
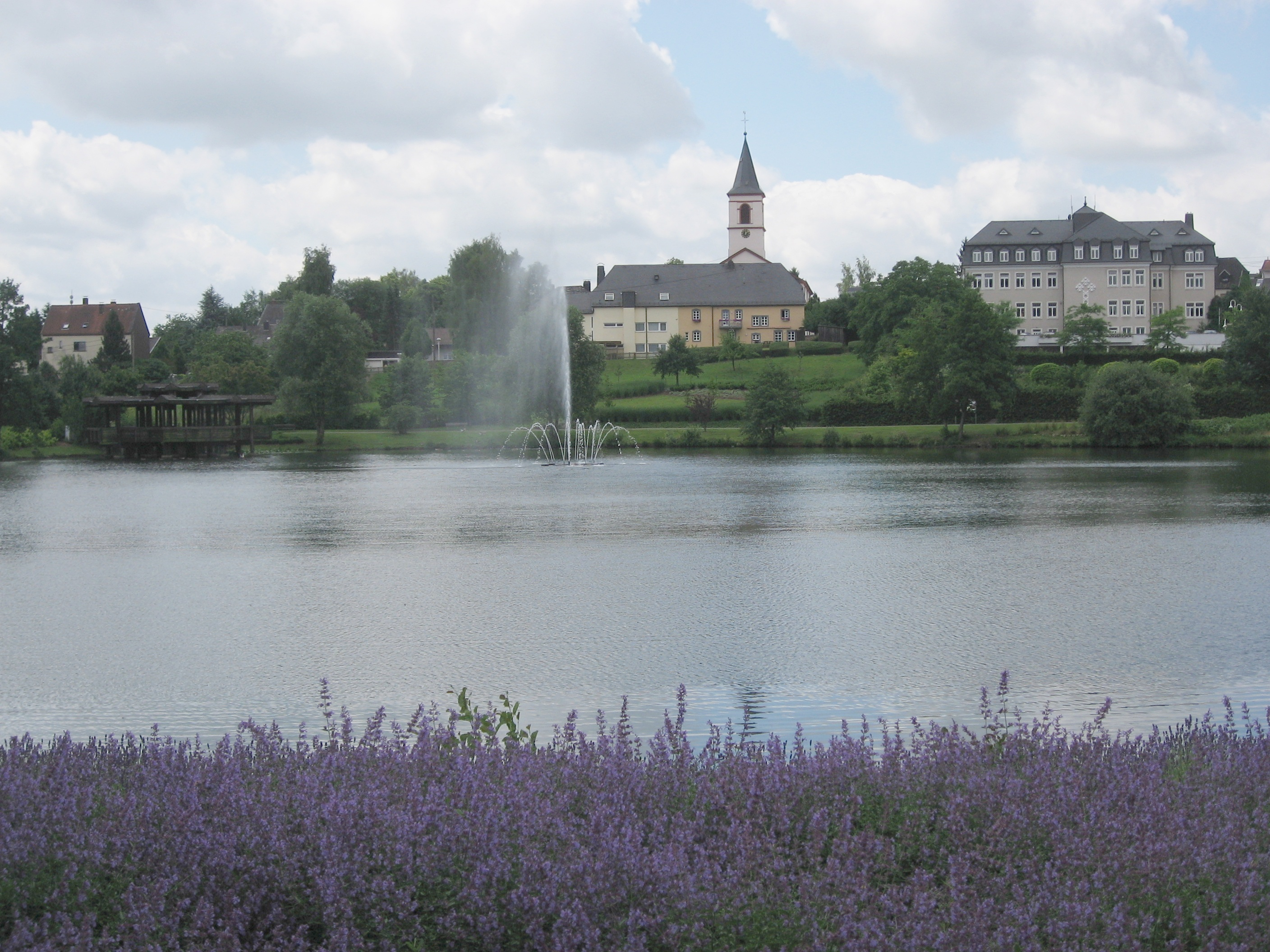
Weiskirchen

## Fordítás
- Ez a szócikk részben vagy egészben  a   Landkreis Merzig-Wadern című német Wikipédia-szócikk fordításán alapul.  Az eredeti cikk szerkesztőit annak laptörténete sorolja fel. Ez a jelzés csupán a megfogalmazás eredetét és a szerzői jogokat jelzi, nem szolgál a cikkben szereplő információk forrásmegjelöléseként.

Bis 1792 gehörte das Gebiet des heutigen Kreises Merzig-Wadern im Wesentlichen zum Kurfürstentum Trier, zumm deutschsprachigen Teil des Herzogtums Lothringen und zur Herrschaft Dagstuhl.